# Isochaetides michaelseni
Isochaetides michaelseni är en ringmaskart som först beskrevs av Lastockin 1937.  Isochaetides michaelseni ingår i släktet Isochaetides och familjen glattmaskar. Arten är reproducerande i Sverige. Inga underarter finns listade i Catalogue of Life.